# Loup megye
Loup megye az Amerikai Egyesült Államokban, azon belül Nebraska államban található. Megyeszékhelye és legnagyobb városa Taylor. Lakosainak száma 607 fő (2020. április 1.).

## Szomszédos megyék
- Rock megye (észak)
- Holt megye (északkelet)
- Garfield megye (kelet)
- Custer megye (dél)
- Blaine megye (nyugat)
- Brown megye (északnyugat)

## Népesség
A megye népességének változása:
| Lakosok száma | 626  | 612  | 592  | 576  | 585  | 607  |
|               | 2010 | 2011 | 2012 | 2013 | 2015 | 2020 |